# Élisabeth de Hesse-Cassel
Pour les articles homonymes, voir Élisabeth de Hesse.
Élisabeth de Hesse-Cassel (24 mars 1596 à Cassel – 16 décembre 1625 à Güstrow) est une princesse de Hesse-Cassel, par mariage duchesse de Mecklembourg-Güstrow, et une poétesse de langue allemande et italienne.

## Biographie
Élisabeth est la fille aînée du landgrave Maurice de Hesse-Cassel (1572-1632) de son mariage avec Agnès de Solms-Laubach (1578-1602), une fille du comte Jean Georges de Solms-Laubach. Sa marraine était la reine Élisabeth Ire d'Angleterre, qui est représentée à cette occasion par le comte de Lincoln. Le baptême de la princesse est une cérémonie parmi les plus élaborées à la cour de Cassel, avec "quatre jours de somptueux jeux, des tournois, et des feux d'artifice". Les derniers jeux de chevaliers en Europe ont eu lieu à cette occasion. Le graveur et historien Guillaume Dilich réalise un documentaire sur l'événement en 1598-1601. Ce volume est maintenant conservé au musée de la ville de Cassel. Un deuxième manuscrit à propos de la célébration, "compilé et exécuté par une main inconnue", est détenu par la Bibliothèque de l'État de Bavière.
Son père l'éduque, elle et ses frères à l'école de la Cour. Élisabeth est décrite comme très spirituelle. Elle parle couramment plusieurs langues et est l'auteure de plus de 200 poèmes. Elle joue et compose de la musique et aussi des textes traduits en allemand et en italien.
Son père voulait la marier à Charles-Philippe de Suède, mais elle a refusé. Elle était alors fiancée à Frédéric-Henri d'Orange-Nassau. Cependant, il rompt l'engagement car il ne pouvait pas répondre à la demande considérable pour sa dot.
Élisabeth s'est finalement mariée, le 25 mars 1618 à Cassel, avec le duc Jean-Albert II de Mecklembourg-Güstrow qui avait déjà quatre enfants de son premier mariage. La duchesse, qui était une grande amatrice de musique, a créé l'orchestre de la Cour à Güstrow et y a également été active en tant qu'auteure.
Élisabeth n'avait pas d'enfants de son mariage et à sa mort, sa dot, la ville de Dargun, est revenue à la Hesse.